# Heteraleyrodes
Heteraleyrodes is een geslacht van halfvleugeligen (Hemiptera) uit de familie witte vliegen (Aleyrodidae), onderfamilie Aleyrodinae.
De wetenschappelijke naam van dit geslacht is voor het eerst geldig gepubliceerd door Takahashi in 1942. De typesoort is Heteraleyrodes bambusae.

## Soorten
Heteraleyrodes omvat de volgende soorten:
- Heteraleyrodes bambusae Takahashi, 1942
- Heteraleyrodes bambusicola Takahashi, 1951